# Nunatak Pik
Nunatak Pik (Transkription von russisch Нунатак Пик ‚Spitzen-Nunatak‘) ist ein spitzer Nunatak im ostantarktischen Mac-Robertson-Land. In den Prince Charles Mountains ragt er südlich des Murray Dome auf.
Russische Wissenschaftler benannten ihn deskriptiv.